# Premio Francqui
El Premio Francqui es un prestigioso premio académico y científico belga que lleva el nombre de Émile Francqui. Normalmente, desde 1933, la Fundación Francqui lo otorga en reconocimiento a los logros de un académico o científico, que a principios de año todavía tenía que ser menor de 50 años. Actualmente representa una suma de 250,000 euros y se otorga en los siguientes tres años de rotación de asignaturas: ciencias exactas, ciencias sociales o humanidades, y ciencias biológicas o médicas.
Los candidatos propuestos deben estar asociados con una institución académica belga, en el caso de un extranjero durante al menos diez años. El destinatario es seleccionado por un jurado de ocho a 14 miembros, ninguno de los cuales puede estar asociado con una institución belga. Los miembros del jurado internacional votan por carta secreta, y el galardonado que recomiendan deben ser apoyados por dos tercios de los directores de la fundación (con un cuórum de 12) o no se otorgará ningún premio ese año.
El premio está destinado a fomentar el trabajo del joven laureado, en lugar de coronar la carrera de este último. También se le pide que organice un coloquio internacional en la disciplina apropiada el mismo año en que se le otorga el premio, que generalmente lleva a una publicación internacional que permite que la calidad de la investigación universitaria belga sea más apreciada.
El Premio Francqui se otorga cada año en reconocimiento a los logros de un joven profesor o científico. Este premio es otorgado por la Fundación Francqui, fundada en 1932 en Bélgica.
Es privilegio del Rey presentar el Premio Francqui personalmente, durante una ceremonia que tiene lugar en las instalaciones de la Fundación de la Universidad de Bruselas.
| Año  | Premiado (edad)                  | Universidad                                     | Materia                                      | Especialidad                    |
| ---- | -------------------------------- | ----------------------------------------------- | -------------------------------------------- | ------------------------------- |
| 1933 | Henri Pirenne (71)               | Universiteit Gent                               | Ciencias humanas                             | Filosofía y letras              |
| 1934 | Georges Lemaître (40)            | Université Catholique de Louvain                | Ciencias exactas                             | Astrofísica                     |
| 1936 | Frans Cumont (68)                | Université de Liège                             | Ciencias humanas                             | Filología clásica               |
| 1938 | Jacques Errera (41)              | Université Libre de Bruxelles                   | Ciencias exactas                             | Ciencias nucleares              |
| 1940 | Pierre Nolf (66)                 | Université de Liège                             | Ciencias médicas y biológicas                | Patología                       |
| 1946 | François-Louis Ganshof (51)      | Universiteit Gent                               | Ciencias humanas                             | Historia medieval               |
| 1946 | Frans-H. van den Dungen (47)     | Université Libre de Bruxelles                   | Ciencias exactas                             | Ciencias aplicadas              |
| 1946 | Marcel Florkin (45)              | Université de Liège                             | Ciencias médicas y biológicas                | Bioquímica                      |
| 1948 | Léon H. Dupriez (46)             | Université Catholique de Louvain                | Ciencias humanas                             | Ciencias económicas             |
| 1948 | Marc de Hemptinne (46)           | Université Catholique de Louvain                | Ciencias exactas                             | Espectroscopia molecular        |
| 1948 | Zénon-M. Bacq (44)               | Université de Liège                             | Ciencias médicas y biológicas                | Fisiopatología                  |
| 1948 | Pol Swings (41)                  | Université de Liège                             | Ciencias exactas                             | Espectroscopia                  |
| 1948 | Jean Brachet (39)                | Université Libre de Bruxelles                   | Ciencias médicas y biológicas                | Biología                        |
| 1949 | Léon Rosenfeld (45)              | Université de Liège                             | Ciencias exactas                             | Ciencias nucleares              |
| 1950 | Paul Harsin (48)                 | Université de Liège                             | Ciencias humanas                             | Ciencias políticas y sociales   |
| 1951 | Henri Koch (45)                  | Katholieke Universiteit Leuven                  | Ciencias médicas y biológicas                | Fisiología                      |
| 1952 | Florent Joseph Bureau (45)       | Université de Liège                             | Ciencias exactas                             | Geometría algebraica            |
| 1953 | Claire Préaux (48)               | Université Libre de Bruxelles                   | Ciencias humanas                             | Filología clásica               |
| 1953 | Mgr Etienne Lamotte (50)         | Université Catholique de Louvain                | Ciencias humanas                             | Filosofía clásica               |
| 1954 | Raymond Jeener (49)              | Université Libre de Bruxelles                   | Ciencias médicas y biológicas                | Fisiología animal               |
| 1955 | Ilya Prigogine (38)              | Université Libre de Bruxelles                   | Ciencias exactas                             | Física molecuar                 |
| 1956 | Louis Remacle (45)               | Université de Liège                             | Ciencias humanas                             | Filología latina                |
| 1957 | Lucien Massart (47)              | Universiteit Gent                               | Ciencias médicas y biológicas                | Química orgánica                |
| 1958 | Léon Van Hove (34)               | Universiteit Utrecht                            | Ciencias exactas                             | Física teórica                  |
| 1959 | Gérard Garitte (45)              | Université Catholique de Louvain                | Ciencias humanas                             | Orientalismo cristiano          |
| 1960 | Christian de Duve (42)           | Université Catholique de Louvain                | Ciencias médicas y biológicas                | Bioquímica                      |
| 1961 | Adolphe Van Tiggelen (46)        | Université Catholique de Louvain                | Ciencias exactas                             | Espectroquímica                 |
| 1961 | Jules Duchesne (49)              | Université de Liège                             | Ciencias exactas                             | Física molecular                |
| 1962 | Chaïm Perelman (50)              | Université Libre de Bruxelles                   | Ciencias humanas                             | Filosofía                       |
| 1963 | Hubert Chantrenne (44)           | Université Libre de Bruxelles                   | Ciencias médicas y biológicas                | Biología molecular              |
| 1964 | Paul Ledoux (49)                 | Université de Liège                             | Ciencias exactas                             | Astrofísica teórica             |
| 1965 | Roland Mortier (44)              | Université Libre de Bruxelles                   | Ciencias humanas                             | Literatura comparada            |
| 1966 | Henri G. Hers (42)               | Université Catholique de Louvain                | Ciencias médicas y biológicas                | Química fisiológica             |
| 1967 | José J. Fripiat (43)             | Université Catholique de Louvain                | Ciencias exactas                             | Físico-química                  |
| 1968 | Jules Horrent (48)               | Université de Liège                             | Ciencias humanas                             | Filología latina                |
| 1969 | Isidoor Leusen (45)              | Universiteit Gent                               | Ciencias médicas y biológicas                | Fisiología                      |
| 1970 | Radu Balescu (37)                | Université Libre de Bruxelles                   | Ciencias exactas                             | Física teórica                  |
| 1971 | Georges Thines (48)              | Université Catholique de Louvain                | Ciencias humanas                             | Psicología experimental         |
| 1972 | Jean-Edouard Desmedt (46)        | Université Libre de Bruxelles                   | Ciencias médicas y biológicas                | Neurofisiología                 |
| 1973 | Pierre Macq (42)                 | Université Catholique de Louvain                | Ciencias exactas                             | Física nuclear experimental     |
| 1974 | Raoul van Caenegem (46)          | Universiteit Gent                               | Ciencias humanas                             | Historia medieval               |
| 1975 | René Thomas (47)                 | Université Libre de Bruxelles                   | Ciencias médicas y biológicas                | Genética                        |
| 1976 | Walter Fiers (45)                | Universiteit Gent                               | Ciencias exactas                             | Biología molecular              |
| 1977 | Jacques Taminiaux (49)           | Université Catholique de Louvain                | Ciencias humanas                             | Filosofía del arte              |
| 1978 | Jacques Nihoul (41)              | Université de Liège                             | Ciencias médicas y biológicas                | Física teórica                  |
| 1979 | Jozef Schell (43)                | Universiteit Gent                               | Ciencias exactas                             | Genética                        |
| 1980 | Jozef Ijsewijn (47)              | Katholieke Universiteit Leuven                  | Ciencias humanas                             | Literatura latina               |
| 1981 | André Trouet (45)                | Université Catholique de Louvain                | Ciencias médicas y biológicas                | Patología celular               |
| 1982 | François Englert (49)            | Université Libre de Bruxelles                   | Ciencias exactas                             | Física teórica                  |
| 1983 | Alexis Jacquemin (44)            | Université Catholique de Louvain                | Ciencias humanas                             | Ciencias económicas             |
| 1984 | Désiré Collen (40)               | Katholieke Universiteit Leuven                  | Ciencias médicas y biológicas                | Bioquímica molecular            |
| 1985 | Amand Lucas (48)                 | Université de Namur                             | Ciencias exactas                             | Física teórica                  |
| 1986 | Marc Wilmet (47)                 | Université Libre de Bruxelles                   | Ciencias humanas                             | Lingüística francesa            |
| 1987 | Jacques Urbain (43)              | Université Libre de Bruxelles                   | Ciencias médicas y biológicas                | Inmunología                     |
| 1988 | Pierre van Moerbeke (43)         | Université Catholique de Louvain                | Ciencias exactas                             | Geometría algebraica            |
| 1989 | Pierre Pestieau (45)             | Université de Liège                             | Ciencias humanas                             | Ciencias económicas             |
| 1990 | Thierry Boon (45)                | Université Catholique de Louvain                | Ciencias médicas y biológicas                | Inmunoterapia                   |
| 1991 | Jean-Marie André (47)            | Université de Namur                             | Ciencias exactas                             | Química                         |
| 1992 | Géry van Outryve D'Ydewalle (45) | Katholieke Universiteit Leuven                  | Ciencias humanas                             | Psicología experimental         |
| 1993 | Gilbert Vassart (49)             | Université Libre de Bruxelles                   | Ciencias médicas y biológicas                | Bioquímica patológica           |
| 1994 | Eric G. Derouane (50)            | Université Catholique de Louvain                | Ciencias exactas                             | Ciencias químicas               |
| 1995 | Claude D'Aspremont Lynden (49)   | Université Catholique de Louvain                | Ciencias humanas                             | Ciencias económicas             |
| 1996 | Etienne Pays (47)                | Université Libre de Bruxelles                   | Ciencias médicas y biológicas                | Biología molecular              |
| 1997 | Jean-Luc Brédas (43)             | Université de Mons                              | Ciencias exactas                             | Química de nuevos materiales    |
| 1998 | Mathias Dewatripont (38)         | Université Libre de Bruxelles                   | Ciencias humanas                             | Ciencias económicas             |
| 1999 | Marc Parmentier (43)             | Université Libre de Bruxelles                   | Ciencias médicas y biológicas                | Biología molecular              |
| 2000 | Marc Henneaux (45)               | Université Libre de Bruxelles                   | Ciencias exactas                             | Física teórica                  |
| 2001 | Philippe Van Parijs (50)         | Université Catholique de Louvain                | Ciencias humanas                             | Filosofía de la justicia social |
| 2002 | Peter Carmeliet (42)             | Katholieke Universiteit Leuven                  | Ciencias médicas y biológicas                | Terapia génica                  |
| 2003 | Michel Van Den Bergh (42)        | Universiteit Hasselt Vrije Universiteit Brussel | Ciencias exactas                             | Álgebra y geometría             |
| 2004 | Marie-Claire Foblets (44)        | Katholieke Universiteit Leuven                  | Ciencias humanas                             | Antropología                    |
| 2005 | Dirk Inze (47)                   | Universiteit Gent                               | Ciencias médicas y biológicas                | Botánica                        |
| 2006 | Pierre Gaspard (46)              | Université Libre de Bruxelles                   | Ciencias exactas                             | Mecánica estadística            |
| 2007 | François de Callatay (46)        | Royal Library of Belgium                        | Ciencias humanas                             | Historia                        |
| 2008 | Michel Georges (48)              | Université de Liège                             | Ciencias médicas y biológicas                | Genómica animal                 |
| 2009 | Eric Lambin (46)                 | Université Catholique de Louvain                | Ciencias exactas                             | Geografía                       |
| 2010 | François Maniquet (44)           | Université Catholique de Louvain                | Ciencias humanas                             | Economía                        |
| 2011 | Pierre Vanderhaegen (43)         | Université Libre de Bruxelles                   | Ciencias médicas y biológicas                | Neurociencias                   |
| 2012 | Conny Clara Aerts (45)           | Katholieke Universiteit Leuven                  | Ciencias exactas                             | Astrofísica                     |
| 2013 | Olivier De Schutter (44)         | Université Catholique de Louvain                | Ciencias humanas                             | Derecho internacional           |
| 2014 | Bart Lambrecht (45)              | Universiteit Gent                               | Ciencias médicas y biológicas                | Inmunología                     |
| 2015 | Stefaan Vaes (38)                | Katholieke Universiteit Leuven                  | Ciencias exactas                             | Estadística                     |
| 2016 | Barbara Baert                    | KU Leuven                                       | Iconología y Estudio de la historia del arte |                                 |
| 2017 | Steven Laureys                   | Universidad de Lieja                            | Física                                       |                                 |
| 2018 | Frank Verstraete                 | Universidad de Gante                            | Neurología                                   |                                 |